# Palazzo Aschieri
Palazzo Aschieri è un palazzo medievale di Pavia in Lombardia.

## Storia e descrizione
Il palazzo Aschieri è una palazzina di epoca rinascimentale, tra le più antiche strutture abitative private di Pavia. Fu per un certo periodo la dimora del vescovo di Pavia Pietro Grassi  (in carica dal 27 settembre 1402 al 28 settembre 1426).
Il palazzo fu edificato nella sua forma attuale nel XV secolo inglobando preesistenti resti di abitazioni del XII e del XIII secolo. 
La facciata, arricchita dal portale e da alcune finestre gotiche in cotto, conserva un'edicola votiva all'interno della quale si trova un affresco della Madonna attribuito al Bramantino (purtroppo poco visibile a causa della vetrata protettiva). Il cortile interno è abbellito da numerosi affreschi del XV secolo raffiguranti stemmi, motti ed imprese, opera di maestanze locali.